# スティーブ・ジョブズ 無謀な男が真のリーダーになるまで
『スティーブ・ジョブズ 無謀な男が真のリーダーになるまで』（Becoming Steve Jobs: The Evolution of a Reckless Upstart into a Visionary Leader）は、ジャーナリストのブレント・シュレンダーとリック・テッツェリによるスティーブ・ジョブズに関する伝記。テッツェリはFast Companyの編集長であり、シュレンダーはライター、編集者、作家であり、著名な起業家たちやデジタル革命のビジネスリーダーの雑誌で賞を受賞したことで最もよく知られている。本書のオリジナルは2015年3月24日に米国のCrown Publishing Groupから出版され、日本語版は2016年9月23日に井口耕二の訳により日本経済新聞出版社から出版された。
Appleの広報担当者（2015年当時）のスティーブ・ダウリングは、同社が創業者のためにより多くのことを行うことができると考えていることから、Appleが本の作成に協力したことを認めている。さらにティム・クックはウォルター・アイザックソンの伝記『スティーブ・ジョブズ』に不満だった。本書にはAppleから肯定的なレビューが得られた。
本書は2009年にクックが肝臓の一部をジョブズに提供すると申し出た時のことなど、ジョブズの生涯において知られざることを明らかにしている。ジョブズは「君に提供をさせない。絶対にダメだ。」と大声で答えた。
表紙には、ダグ・メネズの著書『無敵の天才たち スティーブ・ジョブズが駆け抜けたシリコンバレーの歴史的瞬間』の肖像写真が使用されている。写真はメネズの撮影による。